# Daniel Cario
Daniel Cario, né en 1948 au Faouët dans le Morbihan, est un écrivain régionaliste français et était professeur au Collège Brizeux de Lorient dans le Morbihan.

## Biographie
Il fait ses études à Lorient avant d'y devenir professeur de Lettres Modernes.
Il est responsable du secteur formation de la ligue française de l'enseignement du Morbihan pendant plusieurs années et s'intéresse alors aux cultures populaires comme la danse et la musique. Il écrit d'abord des ouvrages techniques puis des romans qui mettent en valeur ce patrimoine et rencontrent leur public.
Il explore ensuite d'autres genres littéraires, toujours avec le même attachement à la construction narrative, des mots et un registre choisis.

## Œuvres

### Essais
française)
- Du terroir à la scène : la tradition de danse bretonne et le spectacle (essai), Quimper, France, Confédération des cercles celtiques War'l Leur, 1998, 47 p. (BNF 38871741)
- La Danse bretonne : un ouvrage essentiel pour connaître et mieux pratiquer les danses bretonnes (essai, avec Alain Pierre), Spézet, France, Éditions Coop Breizh, coll. « Les Indispensables », 1999, 142 p. (ISBN 2-84346-025-5)

### Fiction
Trilogie des tailleurs-brodeurs bretons au XIXe siècle
1. Le Brodeur de la Nuit, Spézet, France, Éditions Coop Breizh, 2008, 376 p. (ISBN 978-2-84346-348-8)
2. Les Habits de lumière, Spézet, France, Éditions Coop Breizh, 2010, 366 p. (ISBN 978-2-84346-437-9)
3. La Parure du cygne, Spézet, France, Éditions Coop Breizh, 2011, 375 p. (ISBN 978-2-84346-527-7)

Trilogie des musiciens bretons
1. Le Sonneur des halles, Spézet, France, Éditions Coop Breizh, 2004, 381 p. (ISBN 2-84346-221-5)
2. La Musique en bandoulière', Spézet, France, Éditions Coop Breizh, 2005, 414 p. (ISBN 2-84346-245-2)
3. La Complainte de la grive, Spézet, France, Éditions Coop Breizh, 2006, 415 p. (ISBN 978-2-84346-287-0)

Autres œuvres
- L’Or de la Séranne, Rodez, Éditions du Rouergue, 2007, 315 p. (ISBN 978-2-84156-831-4)
- La Guerre des Trotte-menu (ill. Daniel Goiset), Spézet, Béluga éditions, 2009, 284 p. (ISBN 978-2-84346-409-6)
- La Miaulemort, Paris, Presses de la Cité, coll. « Terre de France », 2010, 485 p. (ISBN 978-2-258-08258-8)
- Les Amants de l’Opale, Paris, France Loisirs, 2011 (ISBN 978-2-298-04222-1)

- Le Bal des âmes perdues, Paris, Presses de la Cité, coll. « Terre de France », 2011, 379 p. (ISBN 978-2-258-08978-5)
- La Maison des frères Conan, Paris, Presses de la Cité, coll. « Terre de France », 2011, 415 p. (ISBN 978-2-258-09409-3)
- Les Moissonneurs de l'Opale, Paris, Presses de la Cité, coll. « Terre de France », 2012, 425 p. (ISBN 978-2-258-08910-5)
- Les Coiffes rouges, Paris, Presses de la Cité, coll. « Terre de France », 2013, 437 p. (ISBN 978-2-258-10838-7)
- Au grenier, Saint Evarzec, Éditions du Palémon, 2014, 252 p. (ISBN 978-2-916248-51-6)
- La Camarde : 15 récits tragiques et comiques, Loperec, Éditions Locus Solus, coll. « Première nouvelle », 2014, 220 p. (ISBN 978-2-36833-039-5)
- Le Dragon des Michelet, Saint Evarzec, Éditions du Palémon, 2014, 380 p. (ISBN 978-2-916248-79-0)
- Valse barbare, Saint Evarzec, Éditions du Palémon, 2014, 218 p. (ISBN 978-2-916248-78-3)
- L’Ombre de Claude, Saint Evarzec, Éditions du Palémon, 2015, 234 p. (ISBN 978-2-37260-001-9)
- Petite Korrig, Paris, Presses de la Cité, coll. « Terre de France », 2015, 467 p. (ISBN 978-2-258-11593-4)
- Le Triomphe des Korrigans, Gourin, Éditions des Montagnes Noires, 2015, 246 p. (ISBN 978-2-919305-77-3)
- Les Chemins creux de Saint-Fiacre, Paris, Presses de la Cité, coll. « Terre de France », 2016, 411 p. (ISBN 978-2-258-13443-0) —  Prix du roman de la ville de Carhaix[2]
- Trois femmes en noir, Paris, Presses de la Cité, coll. « Terre de France », 2017, 427 p. (ISBN 978-2-258-14259-6)
- Les yeux de Caïn, Groix, Groix Editions Diffusion, 2017, 374 p. (ISBN 9782374190211)
- L'éclusier, Paris, Magellan & Cie, 2017
- Ne reposez-pas en paix, Groix, Groix Editions Diffusion, 2017, 384 p. (ISBN 9782374190310)
- Pour l'amour de... Lorient, Paris, Magellan & Cie, coll. « Pour l’amour de », 2018 (ISBN 978-2-35074-505-3)
- Rappelle-toi Ève, Groix, Groix Editions Diffusion, 2018, 414 p. (ISBN 9782374190402) —  Prix du roman populaire d’Elven[3]
- Séquestrations, Groix, Groix Editions Diffusion, 2019, 316 p. (ISBN 9782374190716)
- Une cité si tranquille, Paris, Presses de la Cité, 2022 (ISBN 978-2-258-19608-7)
- Une fervente lectrice, Paris, Éditions France Loisirs, 2023, 362 p. (ISBN 9782298183245)
- Le Bon Facteur Bouvreuil, Paris, Presses de la Cité, coll. « Terre de France », 2024, 360 p. (ISBN 978-2-258-20443-0)
- Une fervente lectrice, Paris, Presses de la Cité, 2024